# Абий-Адди
Абий-Адди (также Аби-Адди; тигринья ዓብዪ ዓዲ «Большой город») — город в центральной части Тыграя в Эфиопии. Абий-Адди находится на юго-восточной окраине вореды Кола Тембьен, административным центром которой он является.

## Описание
Город разделён на две части рекой Танква, нижняя его часть является более респектабельной, а верхняя часть — «там, где находится рынок… и более сомнительные бары, в которых вы, скорее всего, увидите танцующих танец аури по мере того, как тэж берёт своё». Бриггс отмечает, что Абий-Адди известен в Тыграе неистовым стилем танца, называющимся «аури», а также качеством своего мёда. :270
Посетив Абий-Адди в середине 1940-х годов, Дэвид Бакстон (David Buxton) нашёл, что «возможно, лучшим в Абий-Адди была панорама гор Сымен, возвышающихся на западе за глубокой долиной Тэкэзе». Бакстон отмечает, что вся высота этого горного хребта была видна, от южных предгорий до вершины. «А вокруг нижних склонов, смутно различимых сквозь дымку, возвышалось множество фантастических отдалённых вершин, квадратных или остроконечных, словно горы в воображении ребёнка». Что касается самого города, Филипп Бриггс описывает его как «довольно солидное поселение, расположенное в пыльной долине под внушительным утёсом».
Абий-Адди соединён асфальтированными дорогами с городом Мэкэле на востоке (90 км) и с городом Адуа на северо-северо-западе (90 км).

## История
В XIX веке Абий-Адди был обязан своим значением расположению на «Царской дороге», в месте, где дорога на юг от Адуа разделялась, после чего одно ответвление вело путешественников в Дэбрэ-Табор, а другая — в район озера Ашэнге. Английский путешественник Чарльз Беке проезжал через этот город (который он назвал «Абияд») 15 апреля 1843 года и позже описал его как «главное место Тембьена и крупный торговый город». Однако в последующие годы судьба города изменилась. К 1890 году посетившие город описывали Абий-Адди как небольшой рыночный городок, в котором продавались различные импортные товары, такие как зеркала, сделанные во Франции, хлопчатобумажные ткани из Манчестера и Мумбаи, а также обычная местная продукция. Несколько лет спустя Аугустус Б. Уайлд (Augustus B. Wylde) описал рынок Абий-Адди, работающий по субботам, как рынок среднего размера.
5 декабря 1935 года, во время Второй итало-эфиопской войны, Абий-Адди был оккупирован итальянским Эритрейским корпусом. Город был оставлен им позднее в том же месяце. Затем, после того как этот город стал штаб-квартирой раса Касса Хайле Дарге и раса Сейюма Мангаша, 28 февраля 1936 года он был окончательно вновь оккупирован итальянцами. Высеченная в скале церковь служила убежищем расу Кассе.
В 1938 году в Абий-Адди имелись магазины и рестораны, телефонная и телеграфная станции, медицинский пункт и школа. Работал также важный рынок. В Мэй-Ломине были сады с бананами, кофе и лимонами.
В 1988 году Дерг дважды атаковал город, один раз с помощью вертолетов, убив и ранив 48 человек.

## Демография
В 1867 году Абий-Адди описывался как «магометанское место», где в базарные дни «на рыночной площади собиралось около 2000 человек». В 1938 году в городе проживало около 20 000 жителей (что было очень много для того времени).
По данным национальной переписи населения 2007 года, проведенной Центральным статистическим агентством Эфиопии (ЦСА), общая численность населения города составляет 16 115 человек, из которых 7 826 мужчин и 8 289 женщин. Большинство жителей заявили, что исповедуют эфиопское православное христианство, 88,59 % указали его как свою религию, тогда как 11,31 % его населения являются мусульманами. По данным переписи 1994 года, общая численность населения составляла 7884 человека, из которых 3545 мужчин и 4339 женщин.

## Геология
Высота Абий-Адди колеблется от 1917 до 2275 метров над уровнем моря. От более высоких мест к более низким представлены следующие геологические формации: базальты Ашанги, формация Амба-Арадом, песчаник Адиграт и ледниковые отложения Эдага-Арби.

## Туризм
Горная природа и близость к Мэкэле делают Абий-Адди подходящим местом для туризма. Высокая изменчивость геологических формаций и пересечённая местность благоприятствуют геологическому и географическому туризму или «геотуризму». Геосайты в табии включают:
- Герамба Сылласие, высеченная в скале церковь
- Лес Чеге
- Ущелье и источники Мэй-Ломина
- Арэфа, предполагаемое место рождения царицы Савской